# دبورا کمپانیونی
دبورا کمپانیونی (به ایتالیایی: Deborah Compagnoni) ورزشکار زن رشتهٔ اسکی آلپاین اهل کشور ایتالیا است. وی در بین سال‌های ‎۱۹۹۲ تا ۱۹۹۸ میلادی در مسابقات بازی‌های المپیک زمستانی در مجموع ۴ مدال، شامل ۳ مدال طلا و ۱ نقره را کسب کرد.